# Verein für Leibesübungen Bochum 1848 1973-1974
Questa voce raccoglie le informazioni riguardanti il Verein für Leibesübungen Bochum 1848 nelle competizioni ufficiali della stagione 1973-1974.

## Stagione
Nella stagione 1973-1974 il Bochum, allenato da Heinz Höher, concluse il campionato di Bundesliga al 14º posto. In Coppa di Germania il Bochum fu eliminato al primo turno dal Werder Brema.

## Rosa
| N. |                     | Ruolo | Calciatore            |
| -- | ------------------- | ----- | --------------------- |
|    | Germania (bandiera) | P     | Harry Bohrmann        |
|    | Germania (bandiera) | P     | Hans-Jürgen Bradler   |
|    | Germania (bandiera) | P     | Werner Scholz         |
|    | Germania (bandiera) | D     | Klaus-Dieter Dewinski |
|    | Germania (bandiera) | D     | Michael Eggert        |
|    | Germania (bandiera) | D     | Harry Fechner         |
|    | Germania (bandiera) | D     | Hartmut Fromm         |
|    | Germania (bandiera) | D     | Erwin Galeski         |
|    | Germania (bandiera) | D     | Hermann Gerland       |
|    | Germania (bandiera) | D     | Franz-Josef Laufer    |

| N. |                     | Ruolo | Calciatore            |
| -- | ------------------- | ----- | --------------------- |
|    | Germania (bandiera) | D     | Franz-Josef Tenhagen  |
|    | Germania (bandiera) | D     | Dieter Versen         |
|    | Germania (bandiera) | C     | Werner Balte          |
|    | Germania (bandiera) | C     | Hans-Jürgen Köper     |
|    | Germania (bandiera) | C     | Ata Lameck            |
|    | Germania (bandiera) | A     | Peter Bomm            |
|    | Germania (bandiera) | A     | Heinz-Werner Eggeling |
|    | Germania (bandiera) | A     | Reinhard Majgl        |
|    | Grecia (bandiera)   | A     | Fotios Papadopulos    |
|    | Germania (bandiera) | A     | Hans Walitza          |

## Organigramma societario
Area tecnica
- Allenatore: Heinz Höher
- Allenatore in seconda:
- Preparatore dei portieri:
- Preparatori atletici:

## Calciomercato

### Sessione estiva
| Acquisti | Acquisti             | Acquisti      | Acquisti |
| R.       | Nome                 | da            | Modalità |
| -------- | -------------------- | ------------- | -------- |
| D        | Hartmut Fromm        | Rot-Weiß Unna |          |
| D        | Franz-Josef Tenhagen | RW Oberhausen |          |

| Cessioni | Cessioni               | Cessioni             | Cessioni |
| R.       | Nome                   | a                    | Modalità |
| -------- | ---------------------- | -------------------- | -------- |
| D        | Heinz-Jürgen Blome     | VfL Witten           |          |
| A        | Hans-Werner Hartl      | Borussia Dortmund    |          |
| C        | Klaus-Peter Kerkemeier | Westfalia Herne      |          |
| D        | Manfred Rüsing         | Norimberga           |          |
| A        | Reinhold Wosab         | Rot-Weiß Lüdenscheid |          |

### Sessione invernale
| Acquisti | Acquisti | Acquisti | Acquisti |
| R.       | Nome     | da       | Modalità |
| -------- | -------- | -------- | -------- |

| Cessioni | Cessioni | Cessioni | Cessioni |
| R.       | Nome     | a        | Modalità |
| -------- | -------- | -------- | -------- |

## Risultati

### Bundesliga

#### Girone di andata
| Arbitro: | Ohmsen |

|                             |           |                    |
| Walitza 3’ Balte 24’ (rig.) | Marcatori | 74’ (rig.) Pröpper |

| Arbitro: | Tschenscher |

|                                    |           |            |
| Kremers 9’ Holz 34’ Beverungen 69’ | Marcatori | 37’ Versen |

| Bochum 21 agosto 1973, ore 20:00 CET 3ª giornata | Bochum | 0 – 0 referto | Werder Brema | Stadion an der Castroper Straße (19 000 spett.)\| Arbitro: \| Dreher \| |
| Arbitro:                                         | Dreher |               |              |                                                                         |

| Arbitro: | Dittmer |

|                         |           |                         |
| Siemensmeyer 64’ (rig.) | Marcatori | 3’ Walitza 48’ Etterich |

| Arbitro: | Meuser |

|             |           |            |
| Walitza 51’ | Marcatori | 76’ Körbel |

| Arbitro: | Haselberger |

|                     |           |                             |
| Flohe 34’ Weber 67’ | Marcatori | 69’ (rig.) Balte 74’ Eggert |

| Arbitro: | Aldinger |

|                            |           |  |
| Balte 23’, 75’ Walitza 81’ | Marcatori |  |

| Arbitro: | Wohlfarth |

|  |           |                         |
|  | Marcatori | 3’ Tenhagen 68’ Walitza |

| Bochum 29 settembre 1973, ore 15:30 CET 9ª giornata | Bochum  | 0 – 0 referto | Stoccarda | Stadion an der Castroper Straße (16 000 spett.)\| Arbitro: \| Biwersi \| |
| Arbitro:                                            | Biwersi |               |           |                                                                          |

| Arbitro: | Betz |

|          |           |              |
| Geye 28’ | Marcatori | 22’ Etterich |

| Arbitro: | Tschenscher |

|                                                         |           |  |
| Bjørnmose 6’ Zaczyk 38’ Heese 44’ Winkler 72’ Nogly 88’ | Marcatori |  |

| Arbitro: | Horstmann |

|                                             |           |              |
| Versen 20’ Fromm 22’ Eggeling 37’ Balte 39’ | Marcatori | 89’ Kostedde |

| Arbitro: | Kollmann |

|                         |           |  |
| Jensen 21’ Heynckes 24’ | Marcatori |  |

| Arbitro: | Redelfs |

|  |           |            |
|  | Marcatori | 20’ Hoeneß |

| Arbitro: | Schmoock |

|                          |           |                          |
| Zimmermann 56’ Glock 71’ | Marcatori | 18’ Tenhagen 39’ Walitza |

| Arbitro: | Dreher |

|              |           |                        |
| Tenhagen 11’ | Marcatori | 6’ Fürhoff 35’ Lippens |

| Arbitro: | Riegg |

|                                      |           |                       |
| Horr 12’, 30’ Müller 20’ Gutzeit 48’ | Marcatori | 41’ Balte 88’ Walitza |

#### Girone di ritorno
| Arbitro: | Lutz |

|                              |           |  |
| Kohle 39’ (rig.) Pröpper 76’ | Marcatori |  |

| Arbitro: | Betz |

|                |           |                                                           |
| Majgl 81’, 88’ | Marcatori | 4’ Abramczik 17’, 50’ (rig.) Fischer 38’ Holz 78’ Kremers |

| Arbitro: | Frickel |

|                    |           |  |
| Höttges 36’ (rig.) | Marcatori |  |

| Arbitro: | Klauser |

|                                 |           |                    |
| Balte 29’ Fechner 58’ Majgl 81’ | Marcatori | 40’ (aut.) Galeski |

| Arbitro: | Quindeau |

|                                          |           |                  |
| Körbel 15’ Grabowski 52’ (rig.) Kalb 64’ | Marcatori | 60’ (rig.) Balte |

| Arbitro: | Schmoock |

|  |           |                     |
|  | Marcatori | 27’ Löhr 65’ Müller |

| Duisburg 2 marzo 1974, ore 15:30 CET 24ª giornata | Duisburg | 0 – 0 referto | Bochum | Wedaustadion (11 400 spett.)\| Arbitro: \| Aldinger \| |
| Arbitro:                                          | Aldinger |               |        |                                                        |

| Arbitro: | Nützel |

|                      |           |                           |
| Eggert 63’ Fromm 88’ | Marcatori | 61’ Wilhelmi 76’ Sandberg |

| Arbitro: | Kollmann |

|                           |           |  |
| Stickel 75’ Handschuh 81’ | Marcatori |  |

| Arbitro: | Dittmer |

|                                 |           |                                 |
| Lameck 1’ Balte 55’ Walitza 71’ | Marcatori | 16’ Köhnen 40’ Herzog 78’ Budde |

| Arbitro: | Gabor |

|                      |           |  |
| Lameck 43’ Majgl 84’ | Marcatori |  |

| Arbitro: | Roth |

|                          |           |                          |
| Kostedde 59’ Schäfer 82’ | Marcatori | 19’ Etterich 66’ Walitza |

| Arbitro: | Tschenscher |

|             |           |          |
| Walitza 57’ | Marcatori | 28’ Rupp |

| Arbitro: | Schumann |

|                                         |           |  |
| Roth 4’ Müller 17’ Hoeneß 37’ Zobel 52’ | Marcatori |  |

| Arbitro: | Lutz |

|                       |           |  |
| Balte 20’ Walitza 80’ | Marcatori |  |

| Arbitro: | Riegg |

|                             |           |                        |
| Lippens 36’ Bast 40’ (rig.) | Marcatori | 35’ Tenhagen 76’ Balte |

| Arbitro: | Lutz |

|                  |           |          |
| Walitza 39’, 52’ | Marcatori | 87’ Horr |

### Coppa di Germania
| Arbitro: | Huster |

|                       |           |                         |
| Versen 12’ Laufer 16’ | Marcatori | 50’ (rig.), 89’ Höttges |

| Arbitro: | Nickel |

|                             |           |             |
| Zembski 2’ Erkenbrecher 32’ | Marcatori | 37’ Walitza |

## Statistiche

### Statistiche di squadra
| Competizione      | Punti | In casa | In casa | In casa | In casa | In casa | In casa | In trasferta | In trasferta | In trasferta | In trasferta | In trasferta | In trasferta | Totale | Totale | Totale | Totale | Totale | Totale | DR  |
| Competizione      | Punti | G       | V       | N       | P       | Gf      | Gs      | G            | V            | N            | P            | Gf           | Gs           | G      | V      | N      | P      | Gf     | Gs     | DR  |
| ----------------- | ----- | ------- | ------- | ------- | ------- | ------- | ------- | ------------ | ------------ | ------------ | ------------ | ------------ | ------------ | ------ | ------ | ------ | ------ | ------ | ------ | --- |
| Bundesliga        | 30    | 17      | 7       | 6       | 4       | 28      | 21      | 17           | 2            | 6            | 9            | 17           | 36           | 34     | 9      | 12     | 13     | 45     | 57     | -12 |
| Coppa di Germania | -     | 1       | 0       | 1       | 0       | 2       | 2       | 1            | 0            | 0            | 1            | 1            | 2            | 2      | 0      | 1      | 1      | 3      | 4      | -1  |
| Totale            | 30    | 18      | 7       | 7       | 4       | 30      | 23      | 18           | 2            | 6            | 10           | 18           | 38           | 36     | 9      | 13     | 14     | 48     | 61     | -13 |

### Andamento in campionato
| Giornata  | 1 | 2  | 3  | 4 | 5 | 6 | 7 | 8 | 9 | 10 | 11 | 12 | 13 | 14 | 15 | 16 | 17 | 18 | 19 | 20 | 21 | 22 | 23 | 24 | 25 | 26 | 27 | 28 | 29 | 30 | 31 | 32 | 33 | 34 |
| --------- | - | -- | -- | - | - | - | - | - | - | -- | -- | -- | -- | -- | -- | -- | -- | -- | -- | -- | -- | -- | -- | -- | -- | -- | -- | -- | -- | -- | -- | -- | -- | -- |
| Luogo     | C | T  | C  | T | C | T | C | T | C | T  | T  | C  | T  | C  | T  | C  | T  | T  | C  | T  | C  | T  | C  | T  | C  | T  | C  | C  | T  | C  | T  | C  | T  | C  |
| Risultato | V | P  | N  | V | N | N | V | V | N | N  | P  | V  | P  | P  | N  | P  | P  | P  | P  | P  | V  | P  | P  | N  | N  | P  | N  | V  | N  | N  | P  | V  | N  | V  |
| Posizione | 5 | 11 | 10 | 7 | 8 | 8 | 6 | 4 | 5 | 3  | 6  | 3  | 5  | 8  | 7  | 10 | 11 | 13 | 15 | 15 | 14 | 14 | 14 | 15 | 14 | 15 | 14 | 14 | 14 | 13 | 14 | 14 | 14 | 14 |

Legenda:

Luogo: C = Casa; T = Trasferta. Risultato: V = Vittoria; N = Pareggio; P = Sconfitta.

### Statistiche dei giocatori
| Giocatore      | Bundesliga | Bundesliga | Bundesliga  | Bundesliga | Coppa di Germania | Coppa di Germania | Coppa di Germania | Coppa di Germania | Totale   | Totale | Totale      | Totale     |
| Giocatore      | Presenze   | Reti       | Ammonizioni | Espulsioni | Presenze          | Reti              | Ammonizioni       | Espulsioni        | Presenze | Reti   | Ammonizioni | Espulsioni |
| -------------- | ---------- | ---------- | ----------- | ---------- | ----------------- | ----------------- | ----------------- | ----------------- | -------- | ------ | ----------- | ---------- |
| W. Balte       | 34         | 11         | 1           | 0          | 2                 | 0                 | 0                 | 0                 | 36       | 11     | 1           | 0          |
| H. Bohrmann    | 0          | 0          | 0           | 0          | 0                 | 0                 | 0                 | 0                 | 0        | 0      | 0           | 0          |
| P. Bomm        | 2          | 0          | 0           | 0          | 1                 | 0                 | 0                 | 0                 | 3        | 0      | 0           | 0          |
| H. Bradler     | 1          | 0          | 0           | 0          | 0                 | 0                 | 0                 | 0                 | 1        | 0      | 0           | 0          |
| K. Dewinski    | 5          | 0          | 0           | 0          | 2                 | 0                 | 0                 | 0                 | 7        | 0      | 0           | 0          |
| H. Eggeling    | 31         | 1          | 0           | 0          | 2                 | 0                 | 0                 | 0                 | 33       | 1      | 0           | 0          |
| M. Eggert      | 25         | 2          | 0           | 0          | 2                 | 0                 | 0                 | 0                 | 27       | 2      | 0           | 0          |
| H. Etterich    | 21         | 3          | 1           | 0          | 0                 | 0                 | 0                 | 0                 | 21       | 3      | 1           | 0          |
| H. Fechner     | 29         | 1          | 3           | 0          | 2                 | 0                 | 0                 | 0                 | 31       | 1      | 3           | 0          |
| K. Franke      | 0          | 0          | 0           | 0          | 0                 | 0                 | 0                 | 0                 | 0        | 0      | 0           | 0          |
| H. Fromm       | 16         | 2          | 1           | 0          | 2                 | 0                 | 0                 | 0                 | 18       | 2      | 1           | 0          |
| E. Galeski     | 30         | 0          | 3           | 0          | 0                 | 0                 | 0                 | 0                 | 30       | 0      | 3           | 0          |
| H. Gerland     | 13         | 0          | 0           | 0          | 0                 | 0                 | 0                 | 0                 | 13       | 0      | 0           | 0          |
| P. Holz        | 0          | 0          | 0           | 0          | 0                 | 0                 | 0                 | 0                 | 0        | 0      | 0           | 0          |
| G. Horsthemke  | 0          | 0          | 0           | 0          | 0                 | 0                 | 0                 | 0                 | 0        | 0      | 0           | 0          |
| J. Kaczor      | 0          | 0          | 0           | 0          | 0                 | 0                 | 0                 | 0                 | 0        | 0      | 0           | 0          |
| P. Kursinski   | 0          | 0          | 0           | 0          | 0                 | 0                 | 0                 | 0                 | 0        | 0      | 0           | 0          |
| H. Köper       | 9          | 0          | 0           | 0          | 0                 | 0                 | 0                 | 0                 | 9        | 0      | 0           | 0          |
| A. Lameck      | 34         | 2          | 1           | 0          | 2                 | 0                 | 0                 | 0                 | 36       | 2      | 1           | 0          |
| F. Laufer      | 20         | 0          | 1           | 0          | 2                 | 1                 | 0                 | 0                 | 22       | 1      | 1           | 0          |
| R. Majgl       | 16         | 4          | 2           | 0          | 0                 | 0                 | 0                 | 0                 | 16       | 4      | 2           | 0          |
| F. Papadopulos | 2          | 0          | 0           | 0          | 0                 | 0                 | 0                 | 0                 | 2        | 0      | 0           | 0          |
| H. Pochstein   | 0          | 0          | 0           | 0          | 0                 | 0                 | 0                 | 0                 | 0        | 0      | 0           | 0          |
| W. Scholz      | 33         | 0          | 1           | 0          | 2                 | 0                 | 0                 | 0                 | 35       | 0      | 1           | 0          |
| F. Tenhagen    | 33         | 4          | 2           | 0          | 2                 | 0                 | 0                 | 0                 | 35       | 4      | 2           | 0          |
| D. Versen      | 34         | 2          | 11          | 0          | 2                 | 1                 | 0                 | 0                 | 36       | 3      | 11          | 0          |
| H. Walitza     | 31         | 13         | 6           | 0          | 2                 | 1                 | 0                 | 0                 | 33       | 14     | 6           | 0          |